# Сарикамишка
Сарикамишка (рос. Сарыкамышка) — селище у Чулимському районі Новосибірської області Російської Федерації.
Входить до складу муніципального утворення Серебрянська сільрада. Населення становить 128 осіб (2010).

## Історія
Згідно із законом від 2 червня 2004 року органом місцевого самоврядування є Серебрянська сільрада.

## Населення
| 2002 | 2007 | 2010 |
| ---- | ---- | ---- |
| 180  | ↘173 | ↘128 |